# Пулько (Більський повіт)
Пулько (пол. Pólko) — село в Польщі, у гміні Біла Підляська Більського повіту Люблінського воєводства.
Населення — 46 осіб (2011).
У 1975-1998 роках село належало до Білопідляського воєводства.

## Демографія
Демографічна структура станом на 31 березня 2011 року:
|          | Загалом | Допрацездатний вік | Працездатний вік | Постпрацездатний вік |
| -------- | ------- | ------------------ | ---------------- | -------------------- |
| Чоловіки | 25      | 6                  | 15               | 4                    |
| Жінки    | 21      | 3                  | 8                | 10                   |
| Разом    | 46      | 9                  | 23               | 14                   |